# Landkreis Cholm
Powiat Cholm (niem. Landkreis Cholm, Kreishauptmannschaft Cholm, pol. powiat chełmski) – jednostka podziału administracyjnego Generalnego Gubernatorstwa w latach 1939–1944, wchodząca w skład dystryktu lubelskiego. Siedziba powiatu znajdowała się w Chełmie.
Po wybuchu II wojny światowej i agresji ZSRR na Polskę obszar II Rzeczypospolitej przedzieliła Linia Mołotowa. Na części terenów II RP okupowanych wojskowo przez III Rzeszę (a więc tej, która nie została anektowana bezpośrednio przez Niemców), na podstawie dekretu Adolfa Hitlera z 12 października 1939 (z mocą obowiązującą od 26 października 1939), utworzono jednostkę administracyjno-terytorialną o nazwie Generalne Gubernatorstwo. Generalne Gubernatorstwo podzielone na cztery dystrykty, a te z kolei były podzielone na powiaty, gminy zbiorowe i wsie (właściwie dawne polskie gromady).
Jednym z powiatów dystryktu lubelskiego był Landkreis Chełm. Objął on obszary należące przed wojną do dwóch powiatów w województwie lubelskim:
- powiatu chełmskiego (w całości) – miasto Chełm i oraz 11 gmin wiejskich: Bukowa, Krzywiczki, Olchowiec, Pawłów, Rakołupy, Rejowiec, Siedliszcze, Staw, Świerże, Turka i Wiszniewice,
- powiatu włodawskiego (częściowo) – miasto Włodawa oraz 7 gmin wiejskich: Hańsk, Krzywowierzba, Sobibór, Włodawa, Wola Wereszczyńska,  Wołoskowola i Wyryki.

Był to największy powiat dystryktu lubelskiego pod względem powierzchni.
W listopadzie 1939 z powiatu Chełm wyłączono miasto Chełm, tworząc w nim odrębny powiat miejski.
1 października 1941 zmieniono nazwę powiatu z Chełm na Cholm.
21 maja 1940 do powiatu Cholm włączono z powrotem miasto Cholm, likwidując tym samym powiat miejski Cholm.
Między majem 1942 a grudniem 1943 na terenie Landkreis Cholm naziści operowali obóz zagłady w Sobiborze.
Landkreis Cholm funkcjonował do 25 lipca 1944. 22 sierpnia 1944 przywrócono powiaty chełmski i włodawski o przedwojennych granicach w nowym województwie lubelskim.

## Miejscowości
Lista największych miejscowości w Landkreis Cholm w 1943 roku:
| Miejscowość | Status | Liczba mieszkańców 1.III.1943 | Gmina       |
| ----------- | ------ | ----------------------------- | ----------- |
| Cholm       | miasto | 25838                         | Cholm       |
| Włodawa     | miasto | 4317                          | Włodawa     |
| Wojsławice  | wieś   | 2560                          | Wojsławice  |
| Rejowiec    | wieś   | 2149                          | Rejowiec    |
| Sawin       | wieś   | 2126                          | Bukowa      |
| Pawłów      | wieś   | 1463                          | Pawłów      |
| Kaplonosy   | wieś   | 1243                          | Wyryki      |
| Dorohusk    | wieś   | 1142                          | Turka       |
| Dubeczno    | wieś   | 1075                          | Hańsk       |
| Sobibór     | wieś   | 1073                          | Sobibór     |
| Różanka     | wieś   | 1059                          | Włodawa     |
| Dorohucza   | wieś   | 1034                          | Siedliszcze |
| Chojno Nowe | wieś   | 1024                          | Siedliszcze |
| Cyców       | wieś   | 1000                          | Wiszniewice |